# Staphorster boerderij

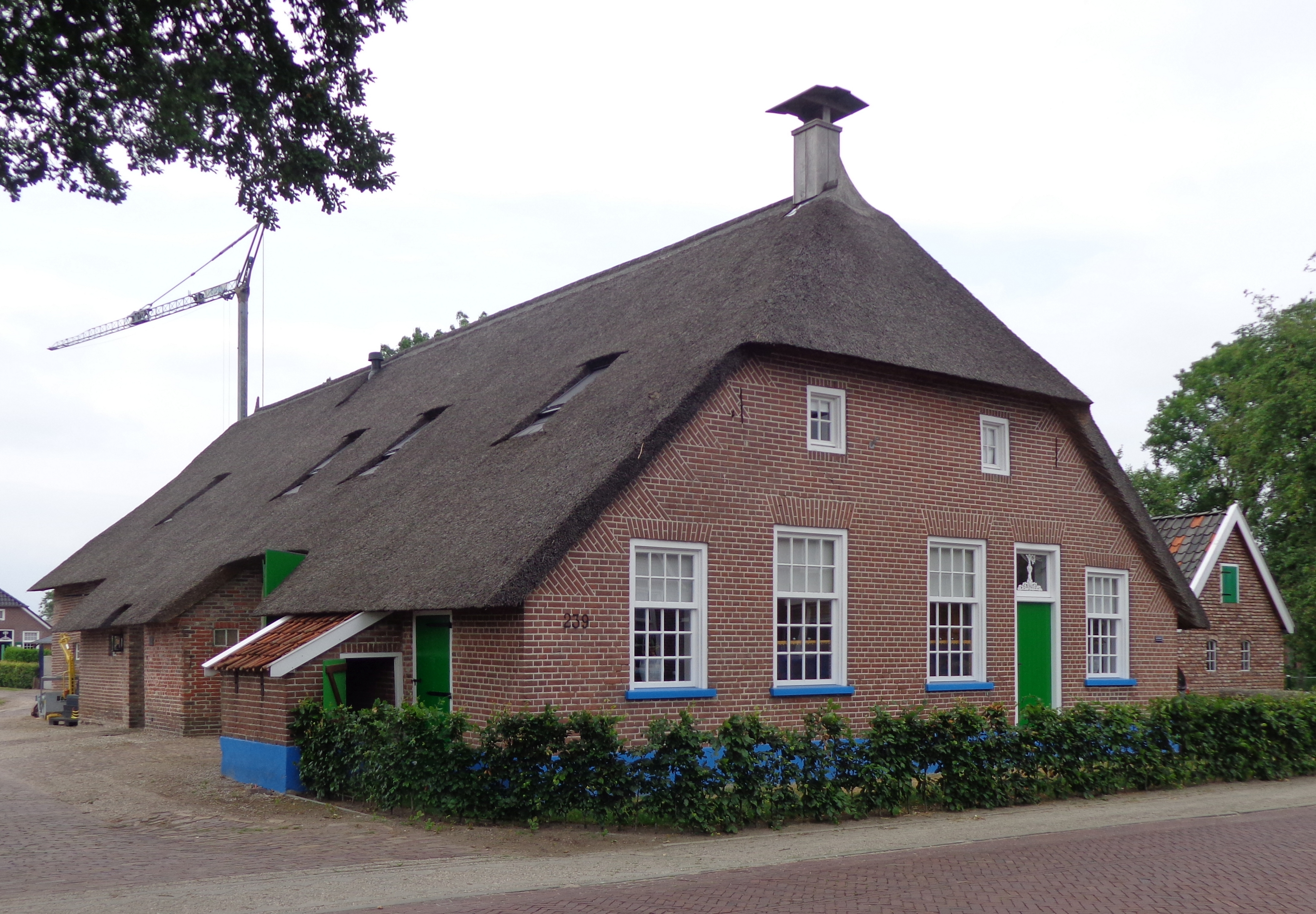
Een staphorster boerderij

Een Staphorster boerderij is een boerderij van het hallenhuistype dat rond het Overijsselse Staphorst voorkomt,
De boerderijen in Staphorst en Rouveen zijn hallenhuisboerderijen met dwarsdelen (ook wel dwarsdeeltype genaamd) met zijbaanders, grote inrijdeuren aan de zijkant. De boerderijen zijn lang en smal, en vaak zijn ze meerdere keren verlengd.
De voorgevel bevat een voordeur, met erboven een levensboom en diverse ramen met roedeverdeling. Bovenin zijn meestal twee kleine ramen aanwezig. Alle ramen zijn voerzien van luiken. De zijgevel bevatten naast de zijbaander(s) diverse staldeuren en stalraampjes. Het dak is een wolfsdak van riet, soms gedeeltelijk van dakpannen. Door de meerdere verlengingen is de nok soms niet recht en worden daarom ‘kamelenruggen’ genoemd.
Opvallend is het gebruik van heldere kleuren: helderblauw voor de muurplinten, groen voor de voordeur en de luiken en accenten in geel en rood.
De boerderijen staan vaak op smalle kavels. Bij splitsing door vererving werden vaak diverse boerderijen achter elkaar op de kavel geplaatst. 